# Rafael Adame
Rafael Adame Gómez (Autlán de Navarro, 1904 - 1963) fue un chelista, guitarrista y compositor mexicano. Es considerado como el primer músico en componer y estrenar un concierto para guitarra y orquesta, obra estrenada en 1930 con lo que la convierten además en el primer concierto para guitarra del siglo XX.